# Mindaugas Butkus
Mindaugas Butkus (ur. 6 czerwca 1961) – litewski dyplomata, w latach 2009–2012 ambasador Litwy w Niemczech.

## Życiorys
W latach 1986–1992 studiował filologię germańską na Uniwersytecie Wileńskim, po czym podjął pracę w Ministerstwie Spraw Zagranicznych. W 1995 został mianowany radcą w ambasadzie Litwy w RFN. W latach 1999–2003 stał na czele Departamentu Amerykańskiego MSZ, następnie był konsulem generalnym w Nowym Jorku (do 2007). Od 2007 do 2009 pełnił obowiązki dyrektora Departamentu Planowania Politycznego MSZ. W kwietniu 2009 objął funkcję ambasadora nadzwyczajnego i pełnomocnego w Niemczech.